# Saint-Léons
 Saint-Léons  là một xã ở tỉnh Aveyron, thuộc vùng Occitanie ở miền nam nước Pháp.

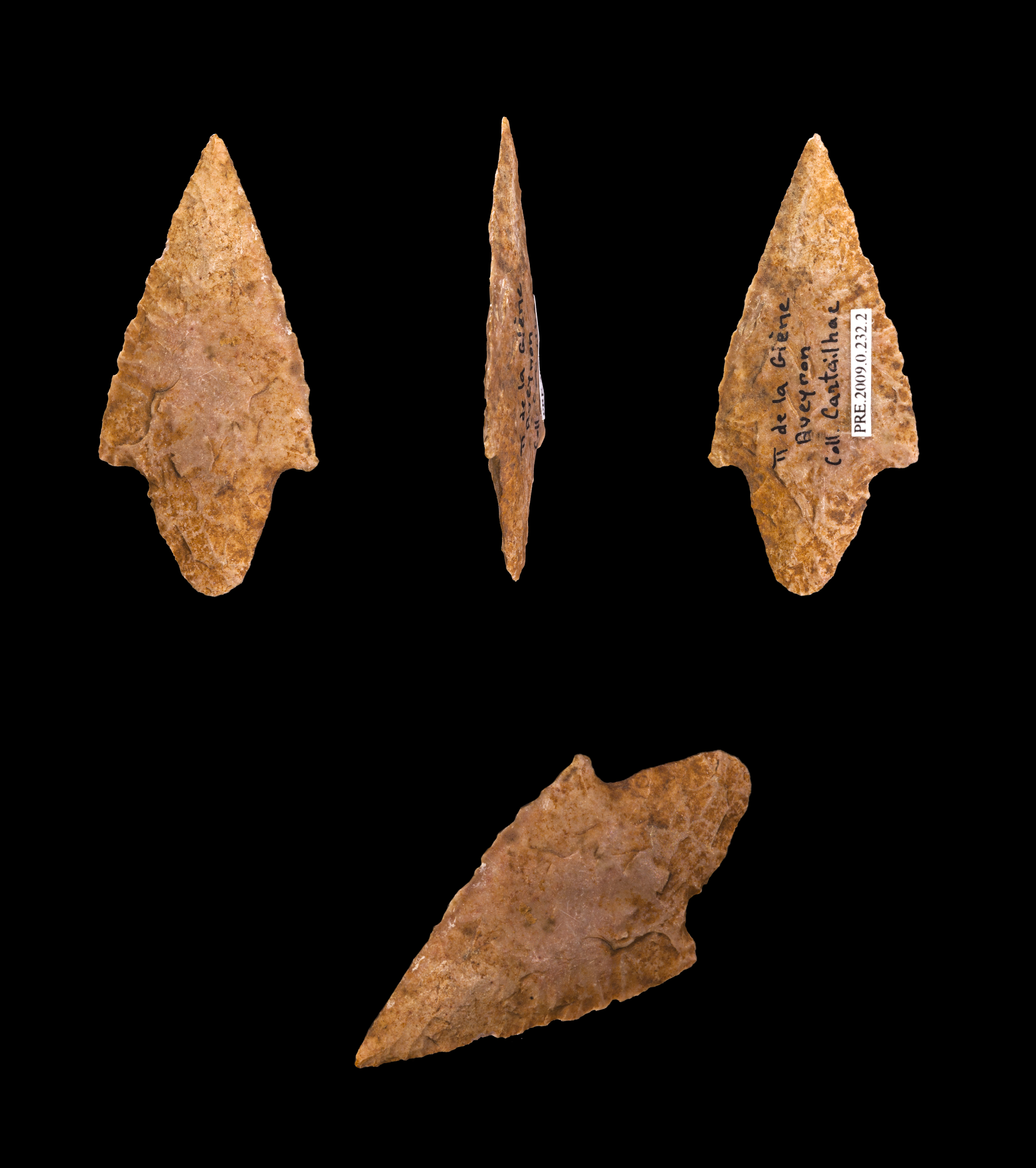
Pointe de flèche du néolithique – Muséum de Toulouse
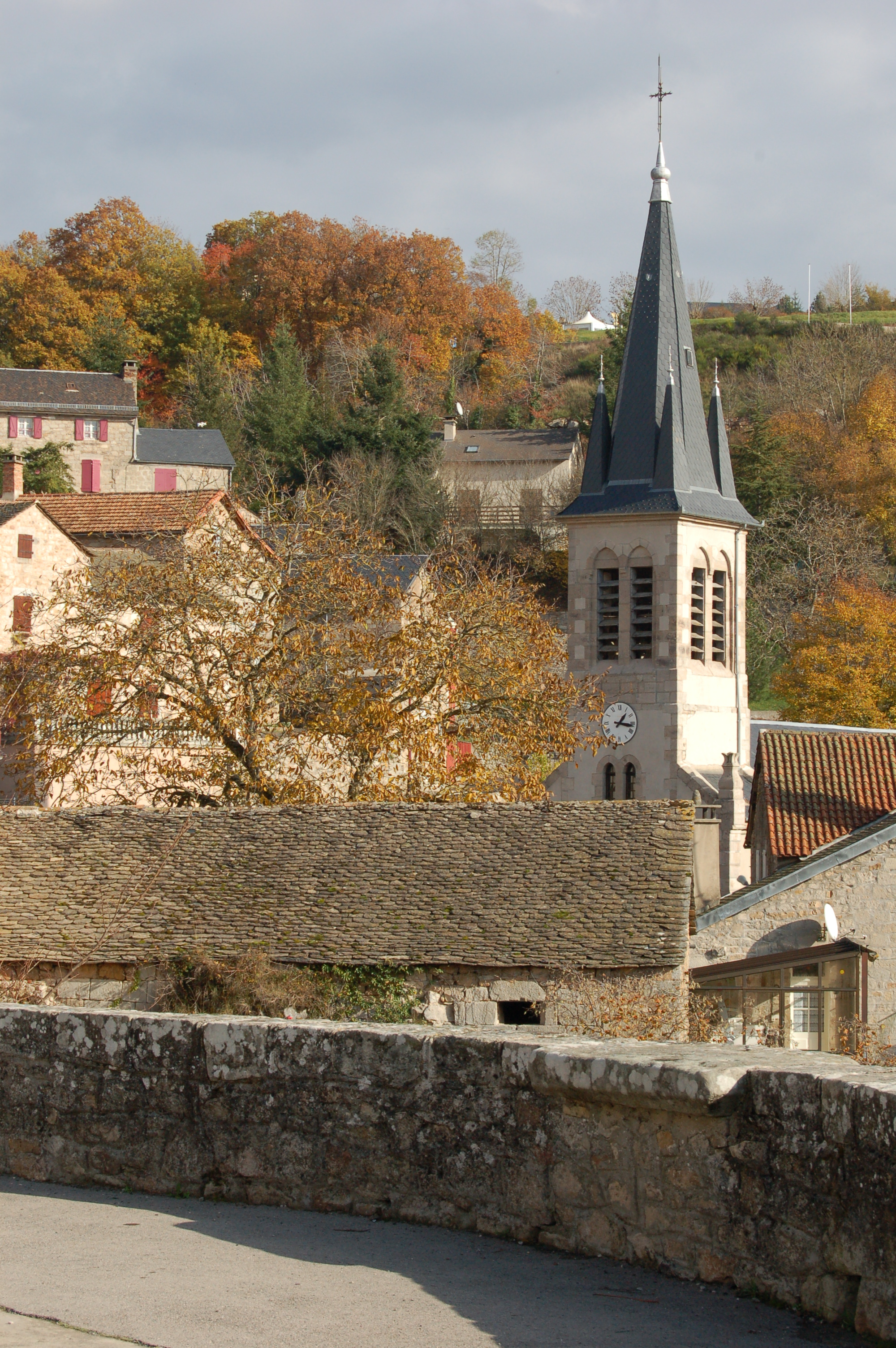
Église de Saint-Léons
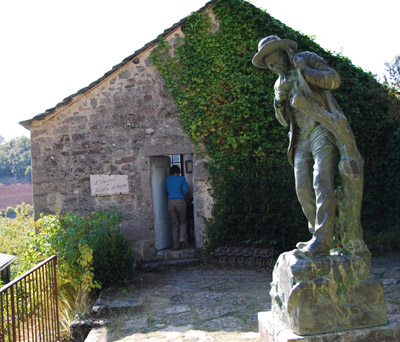
Maison natale d’Henri Fabre